# Luis Ángel Landín
Luis Ángel Landín Cortés (Zamora de Hidalgo, 23 luglio 1985) è un calciatore messicano, attaccante svincolato.

## Palmarès

### Club

#### Competizioni nazionali
- Campionato messicano: 2

Pachuca: Clausura 2006, Clausura 2007
- Campionato costaricano: 2

Herediano: Verano 2016, Verano 2017

#### Competizioni internazionali
- Coppa Sudamericana: 1

Pachuca: 2006
- CONCACAF Champions' Cup: 1

Pachuca: 2007
- SuperLiga nordamericana: 1

Pachuca: 2007